# كريستوفر ماغواير
كريستوفر ماغواير (بالإنجليزية: Christopher McGuire)‏ هو طبال أمريكي، ولد في 28 نوفمبر 1975 في منيابولس في الولايات المتحدة.

## وصلات خارجية
- كريستوفر ماغواير على موقع ميوزك برينز (الإنجليزية)